# Bahraich (stad)
Bahraich is een stad en gemeente in het district Bahraich van de Indiase staat Uttar Pradesh. 

## Demografie
Volgens de Indiase volkstelling van 2001 wonen er 168.376 mensen in Bahraich, waarvan 53% mannelijk en 47% vrouwelijk is. De plaats heeft een alfabetiseringsgraad van 59%. 